# Nowoczesna usługa biznesowa

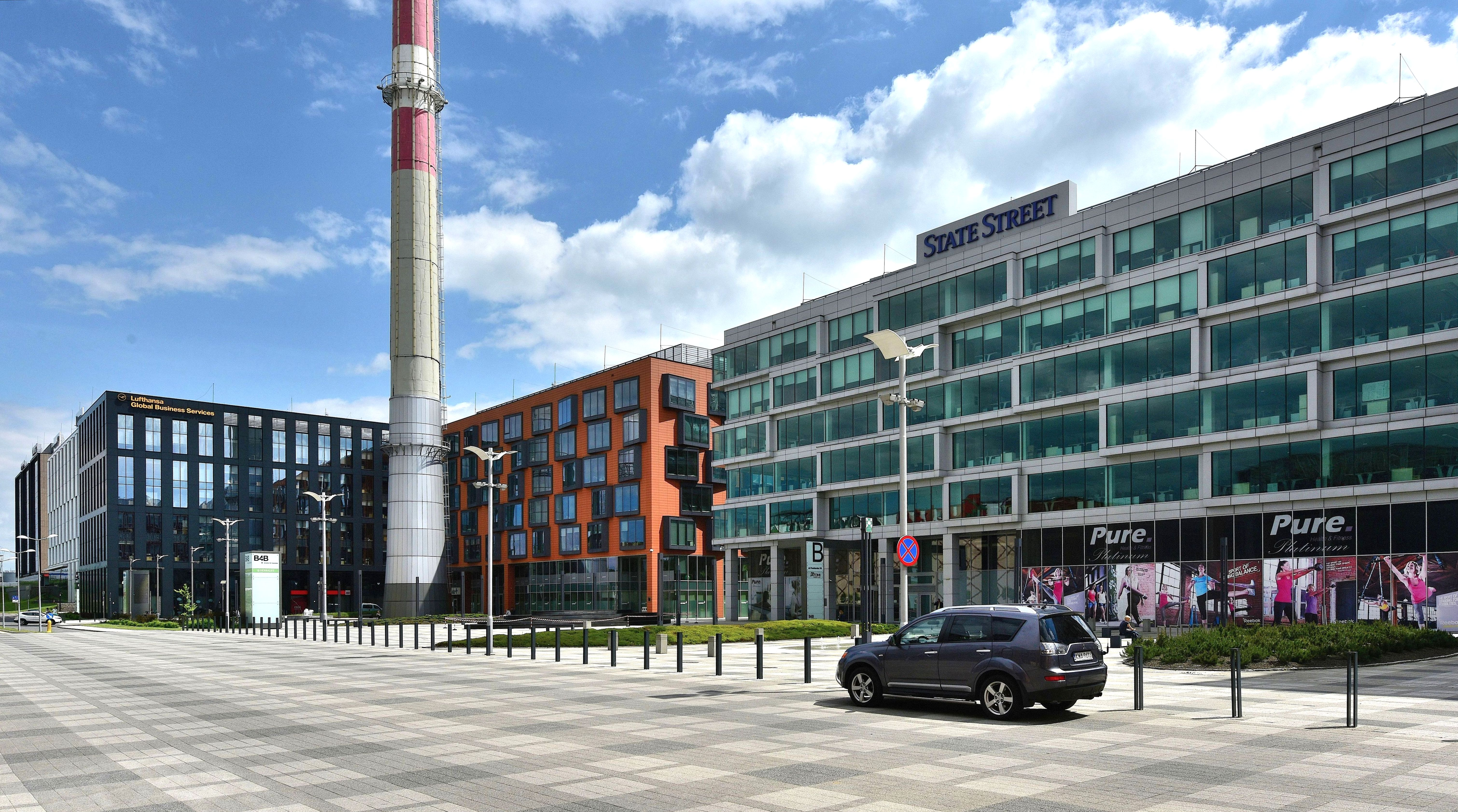
Kompleks biurowy Bonarka przy ul. Puszkarskiej w Krakowie, siedziba wielu firm świadczących usługi biznesowe

Nowoczesna usługa biznesowa – ogólne określenie usługi outsourcingowej.

## Opis
Według definicji stosowanej przez największą polską organizację branżową, Związek Liderów Sektora Usług Biznesowych (ABSL), oraz Polskiej Agencji Inwestycji i Handlu, do nowoczesnych usług biznesowych zalicza się:
- outsourcing procesów biznesowych (ang. Business Process Outsourcing, BPO),
- outsourcing usług informatycznych (ang. Information Technology Outsourcing, ITO),
- usługi świadczone przez tzw. centra usług wspólnych (ang. shared service centers, SSC) oraz
- usług badawczo-rozwojowych (ang. Research&Development, R&D).

Przedsiębiorstwa świadczące tego typu usługi są często nazywane „centrami usług”.